# قائمة البعثات الدبلوماسية في أبخازيا

خريطة البعثات الدبلوماسية في أبخازيا
أبخازيا
الدول التي لديها سفارة في أبخازيا
الدول التي لها مكتب تمثيلي في أبخازيا
الدول التي لديها سفارة غير مقيمة في أبخازيا

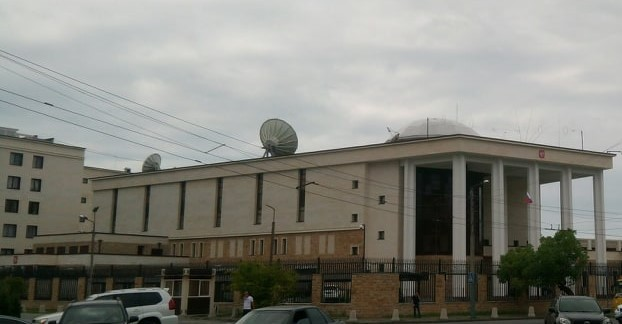
السفارة الروسية في سوخومي

يسرد هذا المقال البعثات الدبلوماسية في أبخازيا. انفصلت أبخازيا عن جورجيا بعد حرب استمرت من أغسطس 1992 إلى سبتمبر 1993. بعد أوسيتيا الجنوبية حرب 2008 أبخازيا واعترف كذلك من قبل روسيا، نيكاراغوا، فنزويلا، ناورو و سوريا. ومن بين هؤلاء، أقامت أوسيتيا الجنوبية وروسيا سفارات في أبخازيا، وكلاهما في العاصمة سوخومي. يقيم سفيرا فنزويلا ونيكاراغوا في موسكو.

## السفارات
سوخومي
- روسيا (معتمدة وتم تأسيسها منذ 16 ديسمبر 2008.[1] تم افتتاح السفارة القديمة في 1 فبراير 2009 وبدأت العمل في 30 أبريل 2009. تأسست السفارة الجديدة في 19 ديسمبر 2010. تم افتتاح هذه السفارة رسميًا وافتتحت في 18 أبريل 2017.)
- أوسيتيا الجنوبية (تم اعتمادها وتأسيسها في 26 سبتمبر 2007.[2] تم افتتاح السفارة رسميًا في 15 أبريل 2008.)

## وظائف أخرى
- ترانسنيستريا- تم إنشاء المكتب التمثيلي في 26 ديسمبر 2006. وافتتح المكتب رسميًا في 18 يناير 2007.
- نيكاراغوا- نيكاراغوا لديها قنصل فخري في أبخازيا.[3]

## السفارات غير المقيمة
موسكو
- فنزويلا فنزويلا (معتمدة منذ 12 يوليو 2010 )[4]
- نيكاراغوا نيكاراغوا (معتمدة منذ 27 يونيو 2012 )[5]

## روابط خارجية
- وزارة خارجية أبخازيا